# Kreuzeck (horská skupina)
Kreuzeck, skupina Kreuzeck (německy Kreuzeckgruppe) je jedna z horských skupin Vysokých Taur na jihu Rakouska. Leží ve spolkové zemi Korutany, v jihovýchodní části pohoří Vysoké Taury.
Skupina se rozkládá mezi údolím řeky Möll na severu a údolím řeky Drávy na jihu. Většina hor pohoří má nadmořskou výšku 2 500 až 2 800 metrů. Nejvyšší horou je Polinik (2 784 m), následují Hochreuz (2 708 m) a Kreuzeck (2 701 m).